# 송한철
송한철(宋漢喆, 1929년 3월 14일~1973년 10월 11일)은 대한민국의 정치인이다. 제6·7대 국회의원을 지냈다.

## 학력
- 성주초전국민학교 졸업
- 대구중앙중학교 졸업
- 대구중앙상업고등학교 졸업
- 동국대학교 정경학부 정치학 학사
- 고려대학교 대학원 정치학 석사

## 경력
- 대구중앙상업고등학교.대구중앙중학교장
- 경북대학교법정대학강사
- 한국생산성본부경북지부장
- 제6대 국회의원(민주공화당, 경북 성주군·칠곡군)
- 제7대 국회의원(민주공화당, 경북 성주군·칠곡군)
- 민주공화당경북제16지구당위원장 및 경북도지부부위원장
- 민주공화당산업개발분과위원장
- 공화당국회대책위원(상공)
- 제2회한일청년학생교류회의한국대표단장
- 제4회APU총회한국대표

## 역대 선거 결과
|  | 41.07% |

|  | 45.96% |

|  | 37.39% |